# Fontein SF
Fontein SF a fost o serie de cărți științifico-fantastice publicată de editura neerlandeză De Fontein din Baarn.
Din anii 1960, genul științifico-fantastic a devenit popular în Țările de Jos și Belgia și au fost o serie de edituri care au tradus și publicat cele mai importante lucrări în limba engleză într-un timp relativ scurt. Serii SF au fost publicate, printre alții, de Uitgeverij Luitingh, Elsevier, Bruna⁠(d) (colecția Bruna SF⁠(d)), Born (Born SF), Scala (Scala SF), Het Spectrum (Prisma SF), Meulenhoff (M=SF) și editura Elmar (Elmar SF⁠(d)).
Seria Fontein SF a început în 1971 cu seria Space explorer Mark Stevens (Ruimteverkenner Mark Stevens) a scriitorului olandez Felix Thijssen și a durat până în 1995, deși după 1979 au fost publicate doar cărți de Douglas Adams (7 cărți) și  de Felix Thijssen (2 cărți). Printre alți scriitori cunoscuți publicați în acestă serie s-au numărat Brian Aldiss, Arthur C. Clarke și John Wyndham. Pe lângă acești scriitori britanici, au fost publicate și lucrări ale scriitorilor de science fiction olandezi, germani și americani.

## Cărțile publicate în seriaFontein SF
| Scriitor          | Titlu (în limba neerlandeză)               | Titlu original                            | An   | Note                    |
| 1971              |                                            |                                           |      |                         |
| Felix Thijssen    | De dreigende zon                           |                                           | 1971 |                         |
| Felix Thijssen    | Schaduwen op Ariës                         |                                           | 1971 |                         |
| 1972              |                                            |                                           |      |                         |
| Felix Thijssen    | De vikingen van Tau Ceti                   |                                           | 1972 |                         |
| Felix Thijssen    | Het brein in de Krabnevel                  |                                           | 1972 |                         |
| 1973              |                                            |                                           |      |                         |
| Felix Thijssen    | De dag van Aldebaran                       |                                           | 1973 |                         |
| Felix Thijssen    | De nacht van Abaddon                       |                                           | 1973 |                         |
| 1974              |                                            |                                           |      |                         |
| Arthur C. Clarke  | Aardlicht                                  | Earthlight                                | 1955 |                         |
| Arthur C. Clarke  | Rendez-vous met Rama                       | Rendezvous with Rama                      | 1973 |                         |
| Arthur C. Clarke  | Maanstof                                   | A Fall of Moondust                        | 1961 |                         |
| Felix Thijssen    | De echo van de bazuin                      |                                           | 1974 |                         |
| Felix Thijssen    | De poorten van het paradijs                |                                           | 1974 |                         |
| 1975              |                                            |                                           |      |                         |
| Brian Aldiss      | Fontein Science Fiction                    | Penguin Science Fiction                   | 1961 | Editată de către Aldiss |
| Brian Aldiss      | Fontein Science Fiction 2                  | More Penguin Science Fiction              | 1963 | Editată de către Aldiss |
| Max Ehrlich       | Het edict                                  | The Edict                                 | 1972 |                         |
| Hans Kemming      | De planeet van de zingende slangen         |                                           | 1975 |                         |
| Theodore Sturgeon | De werelden van Theodore Sturgeon          | The Worlds of Theodore Sturgeon           | 1972 |                         |
| Felix Thijssen    | De mistral                                 |                                           | 1975 |                         |
| Jaap Verduyn      | Het pentagram in de toren                  |                                           | 1975 |                         |
| 1976              |                                            |                                           |      |                         |
| Brian Aldiss      | De tolk                                    | The Interpreter                           | 1960 |                         |
| Hans Kemming      | Opstand van de vogelmensen                 |                                           | 1976 |                         |
| Cor Snijders      | Een god van 37° celsius                    |                                           | 1976 |                         |
| Felix Thijssen    | Emmarg                                     |                                           | 1976 |                         |
| John Wyndham      | De minnaar van Mars                        | Planet Plane                              | 1935 |                         |
| 1977              |                                            |                                           |      |                         |
| Max Ehrlich       | De reïncarnatie van Peter Proud            | The Reincarnation of Peter Proud          | 1974 |                         |
| Rudi Fuchs        | De hondenplaneet                           | Der Hundeplanet                           | 1975 |                         |
| Felix Thijssen    | Siro's eiland                              |                                           | 1977 |                         |
| Felix Thijssen    | Siro's planeet                             |                                           | 1977 |                         |
| John Wyndham      | Het anti-G                                 | Trouble with Lichen                       | 1960 |                         |
| 1978              |                                            |                                           |      |                         |
| Brian Aldiss      | Fontein Science Fiction 3                  | Yet More Penguin Science Fiction          | 1964 | Editată de către Aldiss |
| 1979              |                                            |                                           |      |                         |
| Felix Thijssen    | Het wolkschip                              |                                           | 1979 |                         |
| Felix Thijssen    | De laatste schotel                         |                                           | 1979 |                         |
| Felix Thijssen    | Pion                                       |                                           | 1979 |                         |
| 1980              |                                            |                                           |      |                         |
| Douglas Adams     | Het Transgalactisch liftershandboek        | The Hitch Hiker's Guide to the Galaxy     | 1979 |                         |
| 1981              |                                            |                                           |      |                         |
| Douglas Adams     | Het restaurant aan het eind van het heelal | The restaurant at the End of the Universe | 1980 |                         |
| Felix Thijssen    | Eindspel                                   |                                           | 1981 |                         |
| 1983              |                                            |                                           |      |                         |
| Douglas Adams     | Het leven, het heelal en de rest           | Life, the Universe, and Everything        | 1982 |                         |
| 1985              |                                            |                                           |      |                         |
| Felix Thijssen    | Doodsvogel                                 |                                           | 1985 |                         |
| 1986              |                                            |                                           |      |                         |
| Douglas Adams     | Tot ziens en bedankt voor de vis           | So Long and Thanks for All the Fish       | 1984 |                         |
| 1988              |                                            |                                           |      |                         |
| Douglas Adams     | Dirk Gently's holistisch detectivebureau   | Dirk Gently's Holistic Detective Agency   | 1987 |                         |
| 1989              |                                            |                                           |      |                         |
| Douglas Adams     | De lange donkere theetijd van de ziel      | The Long, Dark Tea-Time of the Soul       | 1989 |                         |
| 1993              |                                            |                                           |      |                         |
| Douglas Adams     | Grotendeels ongevaarlijk                   | Mostly Harmless                           | 1992 |                         |